# De Karmel (Woudsend)
De Karmel is een kerkgebouw in Woudsend in de Nederlandse provincie Friesland. De kerk is een rijksmonument.

## Beschrijving
In Woudsend was in de periode 1337-1580 een karmelietenklooster gevestigd. In 1660 werd de kloosterkerk vervangen. De zoon van grietman Sjuck van Welderen baron Rengers legde op 31 mei 1837 de eerste steen voor een Waterstaatskerk. De neoclassicistische kruiskerk is gebouwd naar ontwerp van A.D. Duif. De voorgevel heeft een middenrisaliet met dorische zuilen en een houten bovenbouw voorzien van een lantaarn. De kleuren zijn wit en zwart. Het orgel uit 1938 is gemaakt door Bakker & Timmenga met gebruik van een orgelkas van J.C. Scheuer uit 1839.

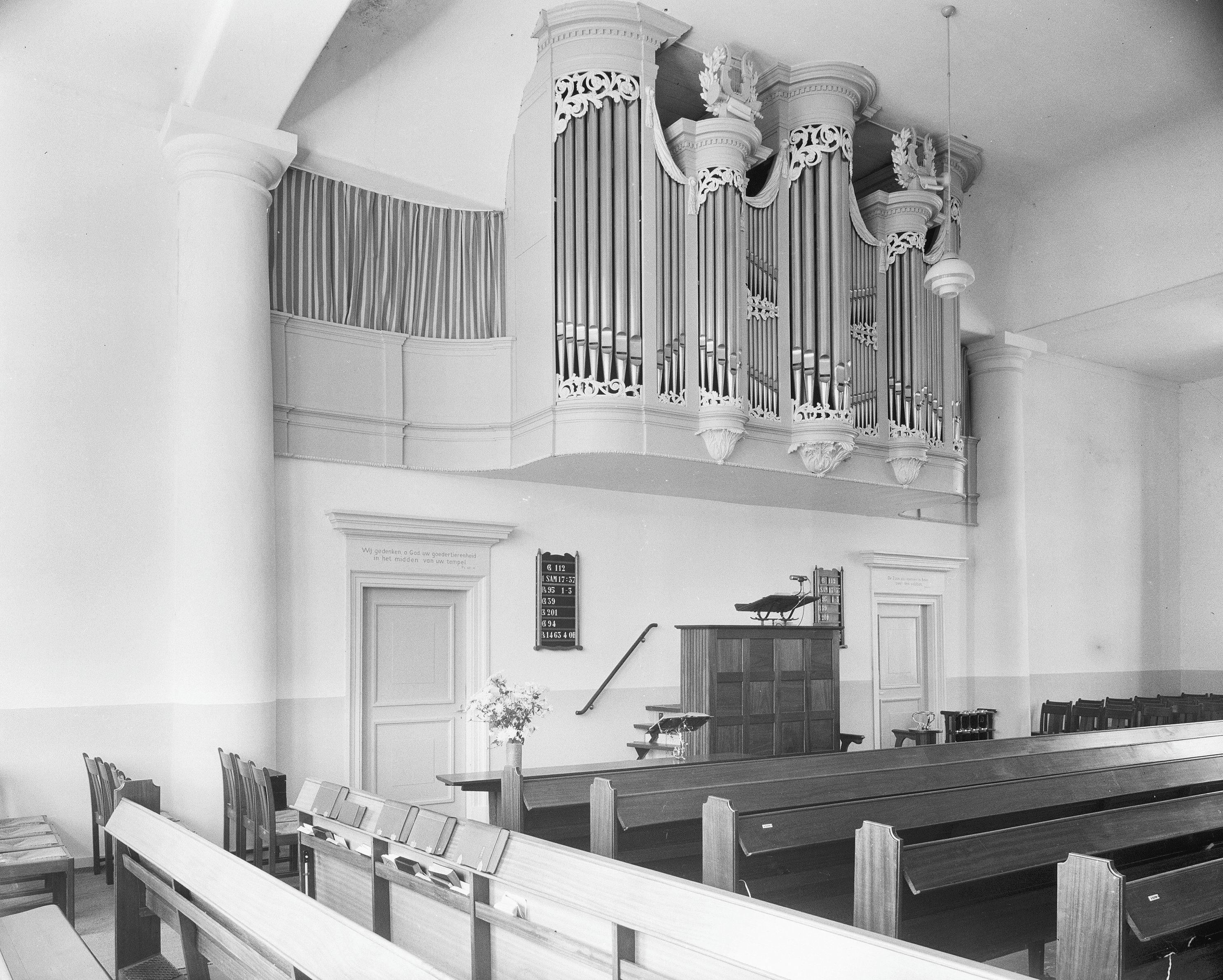
Interieur met orgel en preekstoel
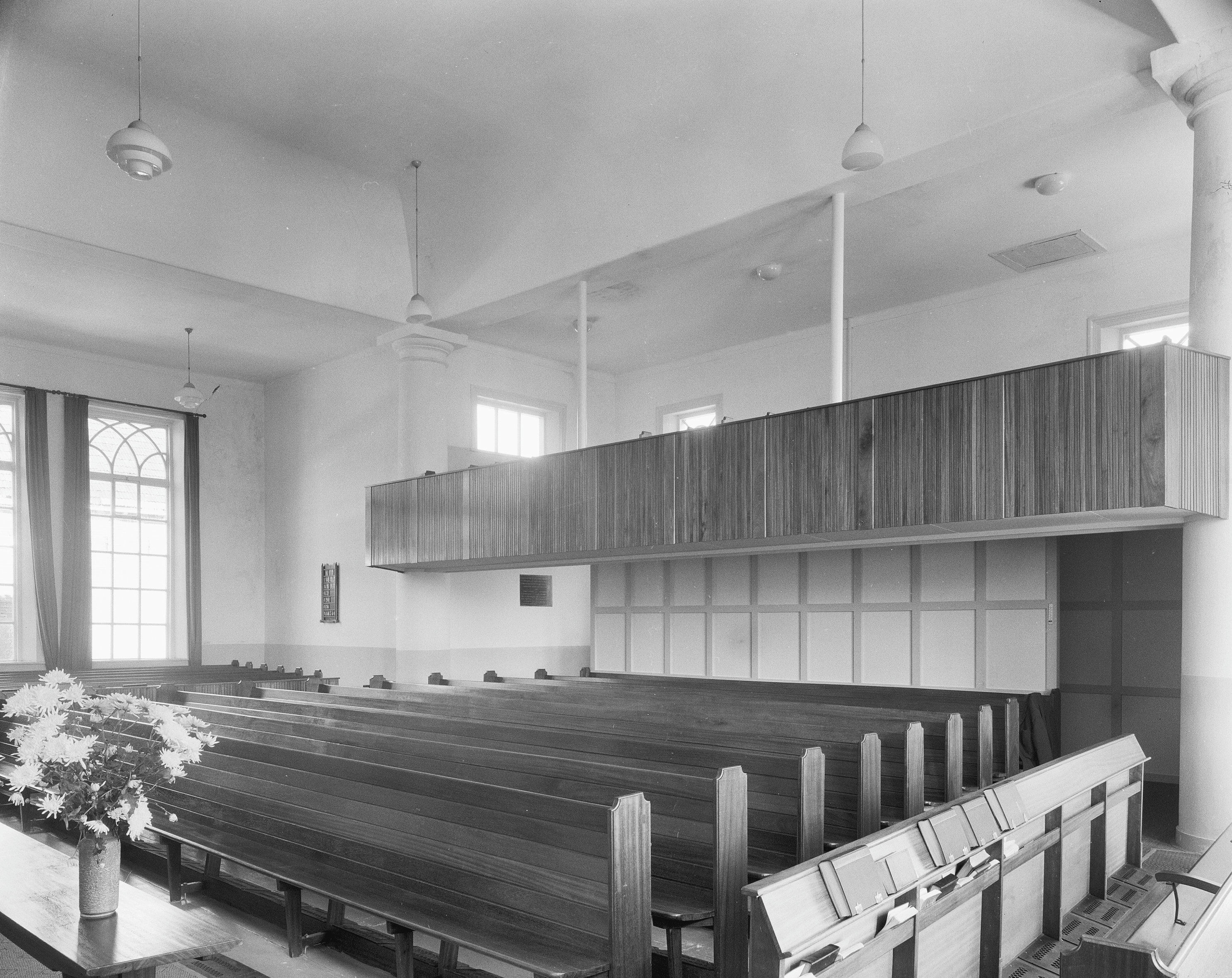
Interieur in 1966